# Hamasasp IV. Mamikonjan
Hamasasp IV. Mamikonjan (armenisch Համազասպ Դ Մամիկոնյան Hamazasp D Mamikonjan) war ein Fürst von Armenien aus der Familie Mamikonjan. Seine Regierungszeit von 655 bis 661 war geprägt von der Vorherrschaft der Araber in Armenien.

## Leben
Hamasasp war der Sohn des Nacharar Davit Mamikonjan (um 600). Cyrille Toumanoff vermutet, dass Davith Mamikonjan der Sohn von Vahan II. dem Wolf gewesen sein könnte, der selbst der Sohn von Mouschegh II. Mamikonjan, dem Marzban (Gouverneur) von Armenien (590–591) war. Aber die einzige Quelle zu Vahan II ist die Geschichte von Taron, von Hovhannes Mamikonjan, ein byzantinisches Werk, deren Historizität angezweifelt wird. Christian Settipani hält Davith Mamikonjan für einen Sohn eines anderen Hamasasp Mamikonjan, der ebenfalls Sohn von Mouschegh II. Mamikonjan war.
Der Amts-Vorgänger Theodoros Rštuni wurde auf Anordnung der Araber durch Hamasasp Mamikonjan abgelöst. Er wandte sich gegen das Byzantinische Reich und brach somit mit den „Traditionen“ der Familie. Seine Amtszeit endete um 661. Sein Bruder Grigor I. Mamikonjan wurde sein Nachfolger. Bei Sebeos wird Hamasasp beschrieben als „Mensch, der herausragend in allen Aspekten war, das Leben seiner Familie liebte, das Lesen und die Übung“.

## Familie
Laut Cyrille Toumanoff heiratete Hamasasp eine Tochter von Theodoros Rštuni, die ihm drei Söhne gebar.:
- Mouschegh IV., sparapet 660–693,
- Hrahat, bl. 732, Vorfahre der späteren Mamikonjans,
- Artavsde, bl. 693, möglicherweise der Vorfahre einer Familie in Byzanz, die mit der Armorier-Dynastie (Φρυγική Δυναστεία) in Verbindung stand.

Settipani zeichnet ein anderes Bild: nach dieser Darstellung hatte er keine Söhne. Demnach war Mouschegh V., sparapet 706–709 und der Vorfahre der späteren Mamikonjan und Artavazd Nacharar († ~709) der Vorfahre der Byzantinischen Linie.